# 弘仁・貞観文化
弘仁・貞観文化（こうにん・じょうがんぶんか）とは、日本史において、弘仁・貞観年間を中心とする平安時代前期（ほぼ9世紀に相当）の文化。この期間を「弘仁・貞観時代」という。なお、日本美術史では20世紀末頃から「弘仁・貞観時代」という表記をあまり用いなくなり、「平安時代前期」と称することが多くなっている。

## 特色
- 平安京を中心とした貴族文化で、晩唐文化の影響が見られる。
- 天台宗・真言宗など密教の影響が濃い仏教文化でもある。
- 神仏習合の動きが強まったのがこの時期である。

## 文学
漢詩文集
- 『凌雲集』：勅撰の漢詩文集
- 『文華秀麗集』：勅撰の漢詩文集
- 『経国集』：勅撰の漢詩文集
- 『性霊集』：空海の漢詩を弟子の真済が編纂した漢詩文集
- 『菅家文草』：菅原道真編纂の漢詩文集

史書
- 『類聚国史』：菅原道真編纂の勅撰史書

詩論
- 『文鏡秘府論』：空海による漢詩文の評論書

説話集
- 『日本霊異記』：景戒編纂の仏教説話集

儀式書
- 『貞観儀式』: 朝儀に関する重要文書

## 建築

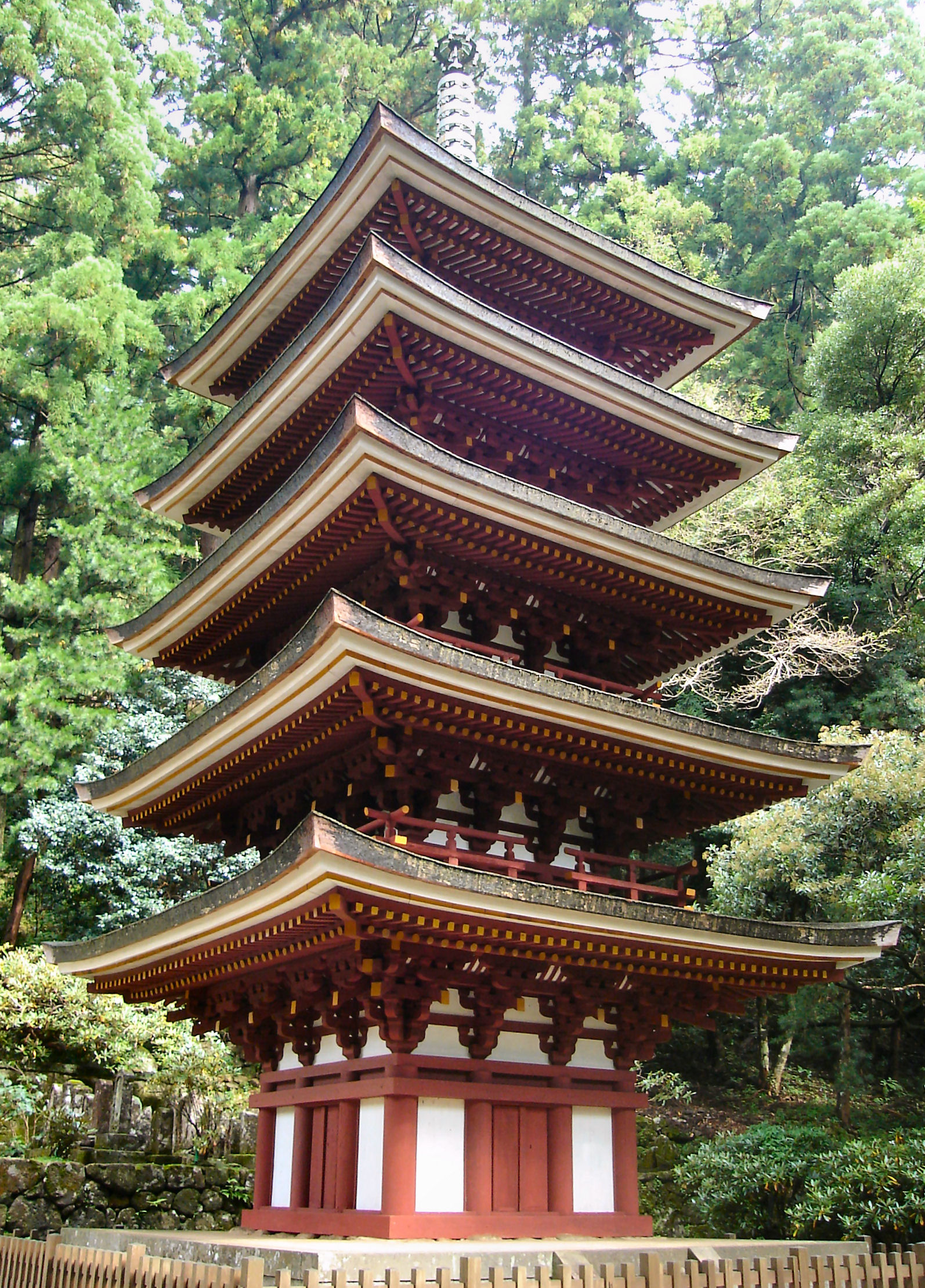
室生寺五重塔

比叡山延暦寺や高野山金剛峯寺など山中に寺院が建立されることが多くなり、飛鳥や平城京に建立された寺院と異なり自由な伽藍配置となっている。また、檜皮葺の屋根も特徴。
- 室生寺金堂・五重塔

## 彫刻
仏像は前代に流行した金銅仏、乾漆造、塑造などが影をひそめて木造が主流となり、一木造で、着衣が波打つ翻波式が特徴。以下の仏像彫刻は全て国宝に指定されている。
- 元興寺薬師如来立像
- 観心寺如意輪観音坐像
- 室生寺弥勒堂釈迦如来坐像
- 法華寺十一面観音立像
- 薬師寺僧形八幡神像
- 薬師寺神功皇后像
- 新薬師寺薬師如来坐像
- 神護寺薬師如来像
- 室生寺金堂釈迦如来像
- 教王護国寺講堂不動明王像

## 絵画
密教絵画が多い。
- 園城寺不動明王像（黄不動）
- 東寺両界曼荼羅（通称:真言院曼荼羅または西院曼荼羅）（国宝）
- 神護寺両界曼荼羅（通称:高雄曼荼羅）（国宝）
- 西大寺十二天像（国宝）

## 書道
空海・嵯峨天皇・橘逸勢は三筆と称された。
- 『風信帖』：空海の書。

## 教育
有力貴族は子弟の教育のため大学別曹という私的な寄宿施設を設け、後に大学寮の付属となった。大学別曹としては、和気広世創立の弘文院、藤原冬嗣創立の勧学院、橘嘉智子・橘氏公創立の学館院、在原行平創立の奨学院の4つが有名。
教科には中国史や漢文学を学ぶ紀伝道が成立し、法律を学ぶ明法道・儒学を学ぶ明経道・数学を学ぶ算道と共に教えられた（特に重視されたのは紀伝道）。
一般庶民のための教育機関としては、空海が創立した綜芸種智院があった。